# Ignacy Lipczyński (generał)
Ignacy Piotr Karol Lipczyński (ur. 24 lutego?/8 marca 1870 w Jołtuszkowie, zm. 9 grudnia 1932 w Warszawie) – tytularny generał brygady Wojska Polskiego.

## Życiorys
Ignacy Piotr Karol Lipczyński urodził się 8 marca 1870 roku w Jołtuszkowie, w powiecie mohylowskim, w rodzinie Ignacego i Karoliny z Żółcińskich. Kształcił się w Kijowie, gdzie ukończył gimnazjum. 30 marca 1891 roku rozpoczął służbę w Armii Imperium Rosyjskiego. W latach 1892–1894 był słuchaczem Jelizawietgradzkiej Szkoły Junkrów Kawalerii w Jelizawietgradzie (ros. Елисаветградское кавалерийское юнкерское училище). W latach 1909–1911 był sztabsrotmistrzem w 12 Achtyrskim Pułku Huzarów stacjonującym w Międzybożu na Ukrainie pod dowództwem pułkownika Mikołaja Konstantego Benua. Rotmistrz i dowódca szwadronu z 1911 roku. 7 stycznia 1913 roku, na własną prośbę, został przeniesiony do rezerwy w stopniu podpułkownika. W czasie I wojny światowej reaktywowany. Pełnił służbę do 6 kwietnia 1917 roku, ostatnio na stanowisku dowódcy pułku chorych koni.
5 maja 1919 roku został przydzielony z Rezerwy Oficerskiej do Wojskowej Straży Granicznej. Dowodził I dywizjonem 4 Pułku Strzelców Granicznych. Na tym stanowisku 15 lipca 1920 roku został zatwierdzony w stopniu majora z dniem 1 kwietnia 1920 roku, w kawalerii, „w grupie byłych Korpusów Wschodnich i byłej armii rosyjskiej”. 15 listopada 1920 roku został zastępcą dowódcy Strzelców Granicznych i jednocześnie członkiem Komisji Likwidacyjnej tej formacji. Od 1921 roku kierownik Oddziału Gospodarczego w Naczelnej Kontroli Wojskowej. Jego oddziałem macierzystym był wówczas 14 Pułk Ułanów Jazłowieckich we Lwowie. 3 maja 1922 roku został zweryfikowany w stopniu podpułkownika Korpusu Kontrolerów ze starszeństwem z 1 czerwca 1919 roku. W latach 1923–1927 pełnił służbę w IX, IV, i ponownie IX Grupie Naczelnej Kontroli Wojskowej. 31 marca 1924 roku awansował na pułkownika ze starszeństwem z 1 lipca 1923 roku i 4. lokatą w korpusie oficerów kontrolerów. 30 kwietnia 1927 roku został przeniesiony w stan spoczynku z prawem do tytułu generała brygady. Mieszkał w Warszawie przy ulicy Koszykowej 19 m. 6. Zmarł 9 grudnia 1932 roku w Warszawie. Pochowany na cmentarzu Powązki Wojskowe w Warszawie (kwatera B17-8-18).